# 伊戈尔·帕克
伊戈尔·帕克（英語：Igor Pak，1971年—），生于苏联莫斯科，是一位俄裔美籍数学家，主要研究组合数学和概率论，现任加州大学洛杉矶分校教授。在加州大学洛杉矶分校任教之前，帕克曾经在麻省理工学院和明尼苏达大学工作过，并且因为他对于杨氏矩阵双射法解以及随机漫步上的研究而闻名。他曾经在2006年在哈维穆德学院数学会议列举组合会上做演讲，其他两位演讲者包括George Andrews和Doron Zeilberger。
帕克是数学杂志Discrete Mathematics的编辑他于2009年在卡尔加里大学做讲师。

## 背景
帕克曾经在莫斯科第57高中读书。毕业之后帕克曾经在梅那特普银行工作过一年。
帕克在莫斯科国立大学取得数学学士学位。帕克于1997年在哈佛大学取得博士学位，导师为佩尔西·戴康尼斯。之后他在耶鲁大学担任博士后，同事为László Lovász。他是数学与科学研究所会员，并且是耶路撒冷希伯来大学的长期访问学者。

## 引用
1. ↑  .   [2017-02-08]. （原始内容存档于2011-06-06）.
2. ↑  Editorial Board （页面存档备份，存于）.
3. ↑  Fejes Tóth Lecture Archive.today的存檔，存档日期2013-01-02, Centre for Computational and Discrete Geometry, University of Calgary.
4. ↑  伊戈尔·帕克在數學譜系計畫的資料。. Accessed February 10, 2010